# Ivan Popov (scacchista)
Ivan Vladimirovič Popov (in russo Иван Владимирович Попов?; Rostov sul Don, 20 marzo 1990) è uno scacchista russo.
Ha ottenuto il titolo di Grande maestro nel 2007.
Alcuni risultati di rilievo:
- 2006 – vince la quarta edizione del "Torneo delle giovani stelle" di Kiriši, davanti fra gli altri a Fabiano Caruana e Jan Nepomnjaščij[1]; pari secondo a Voronež, dietro a Denis Chismatullin;
- 2007 – pari primo a Serpuchov con Vladimir Romanenko; vince il campionato russo juniores (under 20) a San Pietroburgo; vince il Campionato del mondo under 18 di Adalia; vince il torneo di Vladimir;
- 2013 – pari primo con S.P. Sethuraman a Hyderabad;
- 2015 – in gennaio vince il 7º open internazionale di Chennai in India[2]; in dicembre vince il Campionato europeo rapid a Minsk in Bielorussia;[3];
- 2019 – in aprile vince con 7,5 /9 il Campionato di Mosca.[4]

Ha raggiunto il massimo punteggio Elo FIDE in settembre 2015, con 2661 punti.